# Tannwandkogel
Der Tannwandkogel ist ein 2125 m ü. A. hoher Berg in der Ankogelgruppe der Zentralalpen im österreichischen Bundesland Salzburg.

## Lage und Umgebung
Der Tannwandkogel befindet sich in der Katastralgemeinde Remsach der Gemeinde Bad Gastein. Er gehört zum Nationalpark Hohe Tauern. Richtung Südwesten verläuft ein Grat zum 2231 m ü. A. hohen Hüttenkogel. An seiner Ostseite weist der Tannwandkogel eine fast senkrechte Felswand auf.

## Geologie
In geologischer Hinsicht ist der Berg von Granitgneis und Orthogneis geprägt. Im Norden, im Uferbereich des Kötschachbachs, finden sich Silt, Sand und Kies.

## Fauna und Flora
Der Gipfelbereich des Tannwandkogels gehört zu einer Gamswild-Ruhezone, die von 1. Dezember bis 31. Mai nicht betreten werden darf. Rund um den Gipfel erstreckt sich eine Heidelbeer-Heide. Darunter schließen im Osten und Süden Latschen-Buschwälder und im Norden Grünerlen-Buschwälder, Zirben-Wälder und ein Bestand der Rostblättrigen Alpenrose (Rhododendron ferrugineum) an. In einem kleinen Bereich an den nordöstlichen Ausläufern gedeiht ein Grauerlen-Hangwald. Bis zu einer Seehöhe von etwa 1500 m ü. A. wachsen am Berg zudem Tannen und stellenweise Fichten.